# Кошиковский, Дариуш
Да́риуш Кошико́вский (пол. Dariusz Koszykowski; 22 января 1972, Грыфино) — польский гребец-каноист, выступал за сборную Польши в конце 1980-х — середине 1990-х годов. Участник двух летних Олимпийских игр, бронзовый призёр чемпионата мира, победитель многих регат национального и международного значения.

## Биография
Дариуш Кошиковский родился 22 января 1972 года в городе Грыфино Западно-Поморского воеводства. Активно заниматься греблей начал в раннем детстве, проходил подготовку в Щецине в спортивном клубе «Вискорд».
Первого серьёзного успеха на международном уровне добился в 1989 году, когда попал в юниорский состав польской национальной сборной и побывал на юношеском чемпионате мира в канадском Дартмуте, откуда привёз награды серебряного и бронзового достоинства, выигранные в зачёте четырёхместных каноэ на дистанциях 500 и 1000 метров соответственно. Благодаря череде удачных выступлений удостоился права защищать честь страны на летних Олимпийских играх 1992 года в Барселоне — в двойках с Мариушем Вальковяком на тысяче метрах дошёл до полуфинала и занял в полуфинальном заезде четвёртое место.
В 1994 году Кошиковский выступил на мировом первенстве в Мехико, где вместе с напарником Томашем Голяшем выиграл бронзовую медаль в двойках на дистанции 1000 метров — на финише лучшими были экипажи из Германии и Венгрии. Будучи одним из лидеров гребной команды Польши, благополучно прошёл квалификацию на Олимпийские игры 1996 года в Атланте. Стартовал с Голяшем в той же километровой дисциплине двухместных каноэ, но сумел дойти лишь до стадии полуфиналов, где показал на финише пятый результат. Вскоре по окончании этой Олимпиады принял решение завершить карьеру профессионального спортсмена, уступив место в сборной молодым польским гребцам.